# Chuleta de cordero

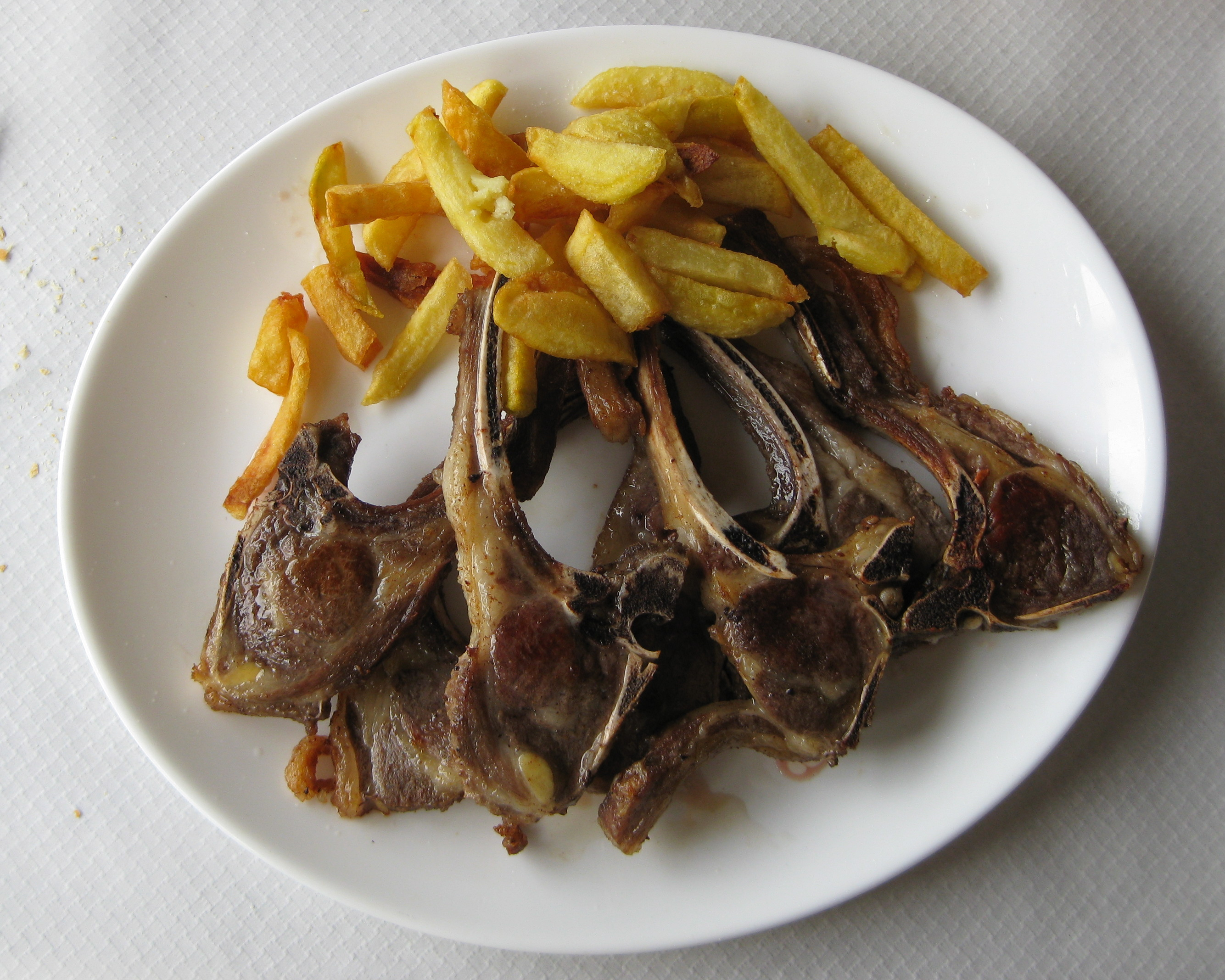
Unas chuletas de cordero lechal acompañadas de patatas fritas.

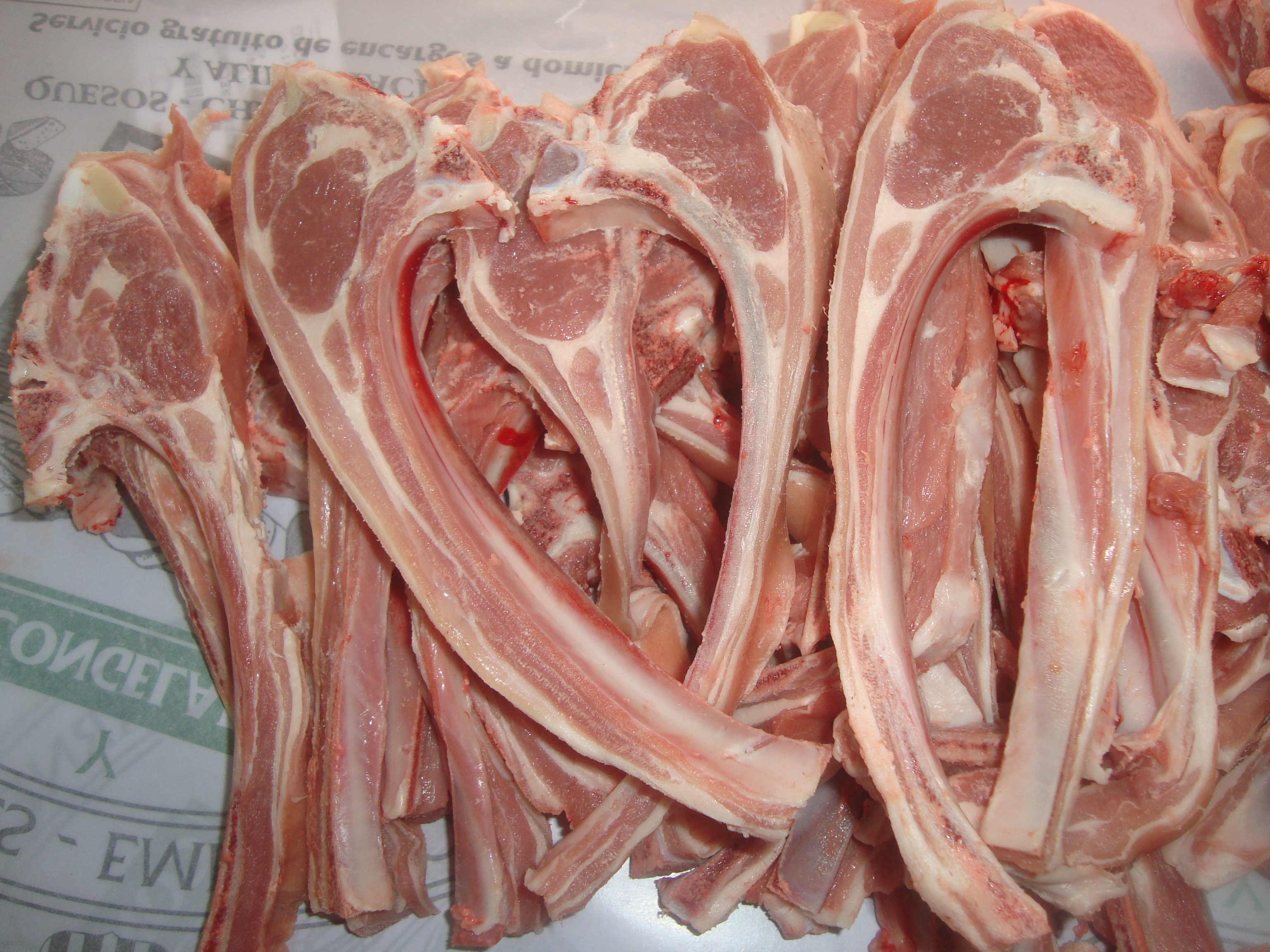
Chuletas de cordero, chuletas de palo.

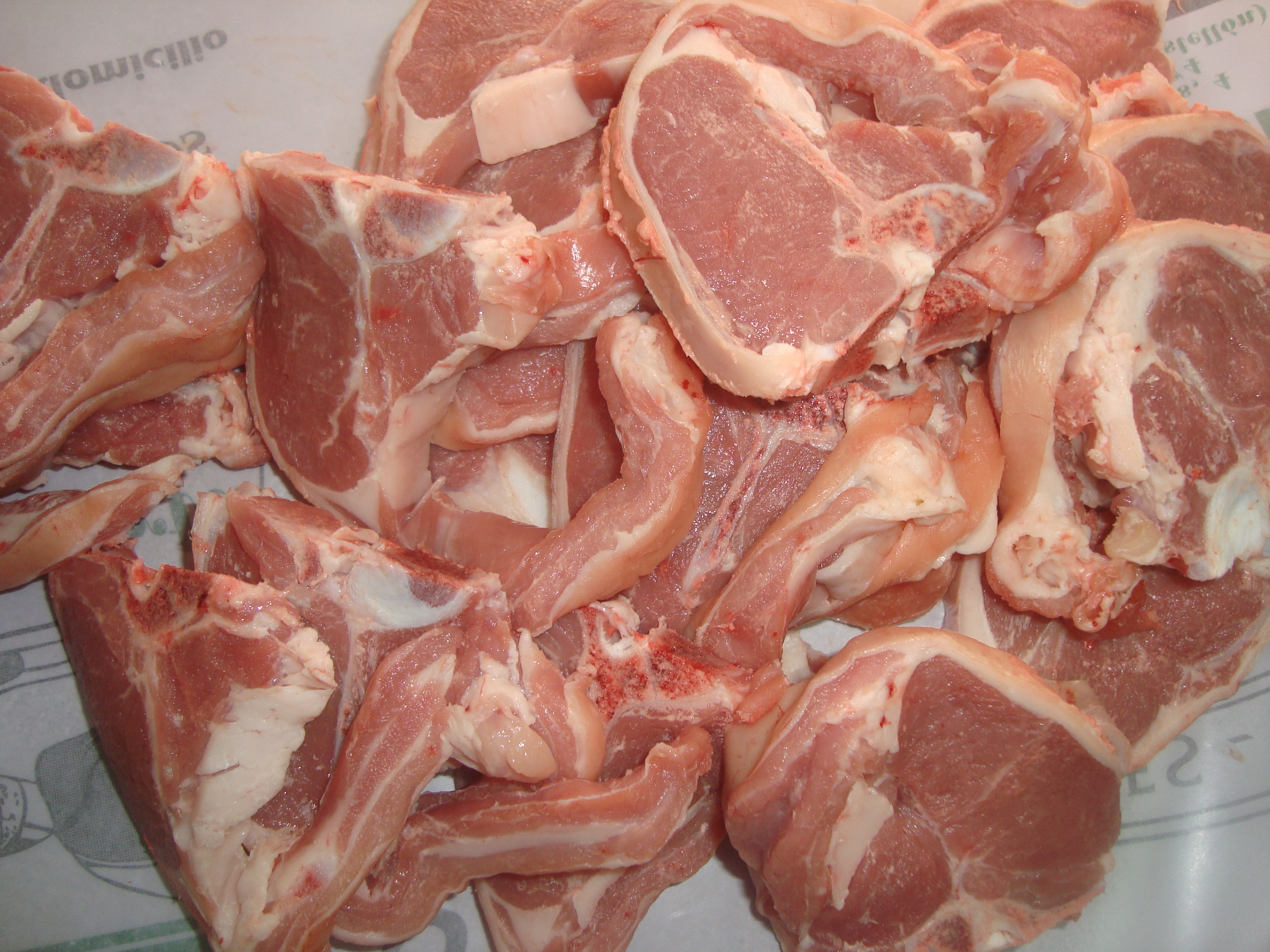
Chuletas crudas de la riñonada de cordero.

Las costillas de cordero o chuletas de cordero o chuletas de capón son un corte procedente del cordero que incluye parte ósea. Las costillas se obtienen mediante despiece de las costillas desde la mitad del espinazo hacia el cuello del animal. Este tipo de corte se categoriza como extra. Se suelen preparar culinariamente de diversas formas a la plancha, al horno, asadas, estofadas. En ocasiones se hacen acompañar de otros ingredientes y salsas. A veces se preparan previamente marinadas en salsas aromatizadas con hierbas (como por ejemplo: romero, menta).

## Preparaciones
En la India suelen ser preparadas marinadas. En algunas zonas de la costa levantina española es típico comer las chuletas de cordero acompañadas con alioli, las preparaciones a la brasa son típicas como plato en la cena de Nochevieja. Suelen elaborarse al chilindrón en el norte, al ajo cabañil en la región de Murcia. Las chuletas a la teja son una variedad asada de las chuletas en la provincia de Segovia, al igual que las chuletillas al sarmiento en la Rioja.